# Hyalinobatrachium colymbiphyllum
Hyalinobatrachium colymbiphyllum és una espècie de granota que viu a Colòmbia, Costa Rica, Panamà i, possiblement també, a Nicaragua.